# カンチ (小惑星)
カンチ（かんち、15370 Kanchi）は、太陽系の小惑星のひとつ。火星と木星の間の軌道を公転している。愛媛県久万町（現久万高原町）の久万高原天体観測館で発見された。

## 命名
この小惑星の名は、テレビドラマ化もされた人気漫画作品『東京ラブストーリー』（柴門ふみ作）の主役「カンチ」から採っている。同時期にもう1人の主役である「リカ」も小惑星の名とされたが、これはいずれも発見者である久万高原天体観測館職員の中村彰正が柴門ふみの許諾を得た上で申請したものである。